# The Fortunes
 'The Fortunes'  son una armonía británica  beat group. Formados en Birmingham, los Fortunes alcanzaron prominencia y reconocimiento internacional en 1965, cuando "You've Got Your Troubles" irrumpió en los  Top 10 de Estados Unidos y Reino Unido. Posteriormente, tuvieron una sucesión de éxitos que incluyeron " Here It Comes Again" y "Here Comes That Rainy Day Feeling Again"; continuando en la década de 1970 con lanzamientos más exitosos a nivel mundial como  "Storm in a Teacup" y "Freedom Come, Freedom Go".
En 1966, su gerente, Reginald Calvert, fue asesinado a tiros en una disputa sobre estaciones de radio pirata.

## Biografía
The Fortunes (Rod Allen, Glen Dale, Barry Pritchard como vocalistas, Chris Capaldi como pianista, Gary Fletcher como baterista y Tony Britnell como saxofonista) se formaron en 1961 y residían en Clifton Hall en Rugby donde muchas estrellas de rock de los 60 formaron su carrera. Los tres vocalistas habían sido los Merrie Men que respaldaban a Robbie Hood (también conocido como Mike West, anteriormente co-cantante con Fred Heath en Johnny Kidd & The Pirates). The Fortunes fueron originalmente respaldados por un grupo instrumental conocido como los Cliftones, y la banda colocó una pista instrumental en un álbum recopilatorio, "Brumbeat", emitido por el sello discográfico local Dial. "Cygnet Twitch" fue un trabajo de "Swan Lake" de Tchaikovsky, y posteriormente firmaron con  Decca británico en 1963. Su primer single, "Summertime, Summertime" , fue acreditado a Fortunes y Cliftones. Sin embargo, los vocalistas tomaron las guitarras, se deshicieron de los Cliftones y agregaron a Andy Brown en la batería y Dave Carr en los teclados. El disco de seguimiento "Caroline", coescrito por el cantante- El compositor y futuro miembro de The Ivy League, Perry Ford y el compositor Tony Hiller, todavía se usa como la melodía característica de la estación radio pirata, Radio Caroline.
Los siguientes dos sencillos del grupo, la co-composición de Gordon Mills "I Like the Look of You" y una reposición de "Look Homeward Angel", como el primer par de lanzamientos supervisados por el disco estadounidense el productor Shel Talmy tampoco pudo aparecer en las listas. Su quinto lanzamiento, el número del número de Roger Greenaway, "You've Got Your Troubles" (1965), alcanzó el número 2 en elUK Singles Chart y fue un  hit en todo el mundo, incluido el  Number 1 en Canadá y el Top 10 estadounidense. Sus dos sencillos siguientes fueron " Here It Comes Again", un número 4 en el Reino Unido y "This Golden Ring" un número 14 en el Reino Unido. Estos se vendieron bien, pero cada uno menos que el lanzamiento anterior. Cuando Glen Dale se fue en el verano de 1966 fue reemplazado por Shel McCrae. Tres sencillos más ("You Gave Me Somebody to Love", "Is It Really Worth Your While?" Y "Our Love has Gone ") no se pudo registrar.
En este punto de 1967, The Fortunes dejaron Decca por United Artists. Se reunieron con Talmy para su próximo lanzamiento, "The Idol", una canción que habían escrito ellos mismos, y aunque consiguió algo airplay en el Reino Unido, no se convirtió en un éxito. Por esta época lanzaron una excelente versión de 'Seasons in the Sun' que tampoco llegó a las listas.
The Fortunes también grabó un anuncio de Coca-Cola en los Estados Unidos. Su primera grabación en 1967 fue una versión del tema musical, "Las cosas van mejor con Coca-Cola". , pero son más recordados por presentar la nueva grabación del eslogan de 1969, utilizada como tema principal de Coca-Cola tanto en la radio como en la televisión  comercial s - "It's The Real Thing".
En 1968, probaron el éxito de cover de The Move " Fire Brigade" para el mercado estadounidense, pero con poca difusión o ventas. En 1970, grabaron un álbum para el sello discográfico estadounidense World Pacific, y luego firmaron con  Capitol tanto en el Reino Unido como en los Estados Unidos en 1971.
Luego siguió una sucesión constante de sencillos, algunos de los cuales fueron éxitos fuera del Reino Unido y Estados Unidos, que culminó en 1972 con el lanzamiento de " Storm in a Teacup". Durante este período, tuvieron otro éxito mundial, "Here Comes That Rainy Day Feeling" (1971).

## Trabajo posterior
El miembro fundador y vocalista principal Allen continuó al frente de una versión en constante cambio de las Fortunes desde 1963 hasta su muerte en 2008. 
En 1983 y 1984, respectivamente, Michael Smitham y Paul Hooper se unieron a Barry Pritchard y Rod Allen en Fortunes. Esta formación de los Fortunes recibió un disco de oro en 1987 por más de 100.000 ventas de su álbum  All The Hits and More . 
En 1991 Glen Dale, mientras vivía en Tenerife, reformó el grupo como Glen Dale's Fortunes junto a Martin Cox (guitarra) (que se ha convertido en uno de los principales tributos a Elton John del mundo).
En marzo de 1995, Bob Jackson fue agregado a las filas de The Fortunes, después de que el miembro fundador Barry Pritchard se fuera por enfermedad. Jackson, un ex miembro del grupo Badfinger, rindió homenaje a su ex compañero de banda en el escenario, con una versión de la canción escrita por Badfinger " Without You". Jackson se fue por un año para cumplir con otras obligaciones y Geoff Turton, quien originalmente era miembro de The Rockin 'Berries, lo reemplazó. Barry Pritchard murió de un ataque al corazón el 11 de enero de 1999 en Swindon, Wiltshire, Reino Unido.
El 10 de enero de 2008, Rod Allen murió después de sufrir durante dos meses de  cáncer de hígado. Durante 2008, la banda se reagrupó, grabó un nuevo álbum  Play On  y apareció en  Las Vegas, los Países Bajos y Bélgica, así como el Reino Unido. Hicieron una gira por Canadá, los Países Bajos y Suecia, además del Reino Unido durante 2009. La banda tenía una agenda ocupada en el Reino Unido, Países Bajos, Alemania e Italia durante 2010 y 2011, apareciendo en Bélgica en el Vostertfeesten Festival en agosto de 2010. El baterista Paul Hooper dejó la banda a principios de 2010 y fue reemplazado por Glenn Taylor, antes de Marmalade. La banda lanzó un nuevo álbum de estudio, "Another Road".
El teclista en la formación original, David Carr, vivía y trabajaba en Hollywood, California, haciendo trabajo de  sesión, trabajando frecuentemente con The Ventures y también con Kim Fowley. Carr murió el 12 de julio de 2011 de un ataque al corazón. 
Desde 2011, The Fortunes han seguido apareciendo en varios espectáculos de paquetes de teatro de la década de 1960 con otros artistas de la época. Además, han aparecido en su propio teatro "Pasado y presente". show y en 2015 lanzó el álbum en vivo "Past and Present" que lo acompaña.  En 2018, las Fortunes realizaron una gira exitosa por Australia y el teclista Bob Jackson se retiró a finales de año debido a problemas de salud. Fue reemplazado por el ex tecladista y vocalista de Merseybeats and Tornados, Chris Hutchison. La banda continúa participando en espectáculos de teatro de los años 60 como "Sensational 60s" y "Sixties Gold", así como en presentaciones en cruceros.
Glen Dale murió en un centro de cuidados paliativos después de una batalla contra una enfermedad cardíaca, el 13 de enero de 2019, a los 79 años.

## Miembros
Miembros originales
- Rod Allen (nacido Rodney Bainbridge, 31 de marzo de 1944, Leicester - 10 de enero de 2008, Eastern Green, Coventry)[3] - voz principal, bajo (1963-2008)
- Barry Pritchard (nacido Barry Arthur Pritchard, 3 de abril de 1944, Birmingham - 11 de enero de 1999, Swindon, Wiltshire) - guitarra principal, voz (1963–1995)
- Andy Brown (nacido como Andrew Brown, el 7 de enero de 1946, Birmingham) - batería (1963-1977)
- Glen Dale (nacido como Richard Garforth, 1939,  Deal, Kent - 13 de enero de 2019,  Chesterfield, Derbyshire) - guitarra rítmica (1963-1966)
- David Carr (nacido el 4 de agosto de 1943, Leyton, Londres - 12 de julio de 2011)

Miembros actuales
- Michael Smitham (nacido el 29 de julio de 1951, Nuneaton) - guitarras, voz (1983-presente)
- Eddie Mooney (nacido el 6 de agosto de 1957, Stoke-on-Trent) - voz principal, bajo (2007-presente)
- Glenn Taylor (nacido el 15 de febrero de 1952, Leicester) - batería (2010-presente)
- Chris Hutchison (nacido el 4 de abril de 1963, Sheffield) - teclados, voz (2018-presente)

Miembros anteriores
- Bob Jackson - teclados, voz (1995-2018)
- Geoff Turton - teclados, voz (2013)
- Shel Macrae (nacido como Andrew Raeburn Semple, 8 de marzo de 1943, Burnbank, Escocia) - voz principal, guitarra rítmica (1966-1977)
- George McAllister - voz, piano, mellotron 1970-1974
- John Trickett (nacido en Birmingham) - batería (1977-1984)
- John Davey (nacido el 13 de septiembre de 1955, Watford) - voz (1977-1983)
- Ricky Persell (nacido el 19 de octubre de 1954, Ruislip) - guitarras, voz (1977-1980)
- Paul Hooper (nacido el 20 de agosto de 1948, Wolverhampton) - batería (1984-2010)

## Discografía

### Canciones
- 1963 "Summertime, Summertime" (with the Cliftones) (Decca)
- 1964 "Caroline" (Decca)
- 1964 "Come On Girl" (Decca)
- 1964 "Look Homeward Angel" (Decca)
- 1965 "You've Got Your Troubles" (Decca)
- 1965 "Here It Comes Again" (Decca)
- 1965 "Things I Should Have Known" (Decca)
- 1966 "This Golden Ring" (Decca)
- 1966 "You Gave Me Somebody to Love" (Decca)
- 1966 "Is It Really Worth Your While" (Decca)
- 1967 "Our Love Has Gone"
- 1967 "The Idol" (United Artists)
- 1968 "Loving Cup" (United Artists)
- 1968 "Seasons in the Sun (Le Moribond)" (United Artists)
- 1969 "Ballad of the Alamo" (United Artists)
- 1969 "Books and Films" (United Artists)
- 1970 "That Same Old Feeling" (US only) (World Pacific)
- 1971 "Here Comes That Rainy Day Feeling Again" (Capitol)
- 1971 "Freedom Come, Freedom Go" (Capitol)
- 1972 "Storm in a Teacup" (Capitol)
- 1972 "Baby by the Way" (Capitol)
- 1972 "Everything Is Out of Season" (Capitol)
- 1972 "Secret Love" (Capitol)
- 1973 "Whenever It's a Sunday" (Capitol)
- 1977 "I Can't Believe It's Over" (Target)

### Álbumes
- The Fortunes (Decca, Reino Unido y Estados Unidos , 1965)
- Seasons in the Sun (United Artists, Países Bajos, 1969)
- That Same Old Feeling (World Pacific, US, 1970)
- Here Comes That Rainy Day Feeling Again (Capitol, Estados Unidos y Alemani, 1971)
- Storm in a Teacup (Capitol, Estados Unidos y Canadá, 1972) – titled Freedom en Alemania) (Hör Zu, 1971)
- Fortunes (Capitol, Reino Unido, 1972) – recopilación de canciones tomadas de 2 álbumes anteriores de Capitol.
- You've Got Your Troubles (Decca, Germany, 1974) – contiene 6 canciones del álbum Decca de 1965 y otras 6 canciones.
- Play On (Stormfree Records, Reino Unido, 2008)
- Another Road (Stormfree Records, UK, 2010)
- Past And Present (Stormfree Records, UK, 2015) – Grabaciones en vivo del espectáculo de teatro Fortunes  Past and present
- Live at The BBC 1965–1972 box set 53 canciones de los programas de radio Top of The Pops de Brian Matthews (TFOR2 Records BBC01, Reino Unido, 2018).

## Listas de éxitos
| Año  | Título                                    | Posiciones pico del gráfico | Posiciones pico del gráfico | Posiciones pico del gráfico | Posiciones pico del gráfico | Posiciones pico del gráfico | Posiciones pico del gráfico    | Posiciones pico del gráfico | Posiciones pico del gráfico | Álbum                                   |
| Año  | Título                                    | US Billboard Hot 100        | US Billboard AC             | Australia KMR               | Canadá RPM                  | Irlanda IRMA                | Nueva Zelanda (Lever/Listener) | Sudáfrica                   | UK                          | Álbum                                   |
| ---- | ----------------------------------------- | --------------------------- | --------------------------- | --------------------------- | --------------------------- | --------------------------- | ------------------------------ | --------------------------- | --------------------------- | --------------------------------------- |
| 1965 | "You've Got Your Troubles"                | 7                           | —                           | 12                          | 1                           | 3                           | 1                              | 6                           | 2                           | The Fortunes                            |
| 1965 | "Here It Comes Again"                     | 27                          | —                           | 28                          | 4                           | 5                           | 16                             | 8                           | 4                           | The Fortunes                            |
| 1966 | "This Golden Ring"                        | 82                          | —                           | —                           | 40                          | —                           | —                              | —                           | 15                          |                                         |
| 1970 | "That Same Old Feeling"                   | 62                          | —                           | —                           | 40                          | — *                         | — *                            | — *                         | — *                         | That Same Old Feeling                   |
| 1971 | "Here Comes That Rainy Day Feeling Again" | 15                          | 8                           | 43                          | 25                          | —                           | —                              | —                           | —                           | Here Comes That Rainy Day Feeling Again |
| 1971 | "Freedom Come, Freedom Go"                | 72                          | 12                          | 13                          | 16 (AC)                     | 5                           | 3                              | —                           | 6                           | Freedom                                 |
| 1972 | "Storm in a Teacup"                       | —                           | —                           | 65                          | —                           | 9                           | 15                             | —                           | 7                           | Storm in a Teacup                       |